# Motarzyn
Motarzyn (przed 1945 r. niem. Muttrin, dawn. Motarzyno) – wieś sołecka w Polsce położona w województwie zachodniopomorskim, w powiecie białogardzkim, w gminie Tychowo. W latach 1975–1998 wieś należała do woj. koszalińskiego. Według danych UM na dzień 31 grudnia 2014 roku wieś miała 93 stałych mieszkańców.
W skład sołectwa wchodzi wieś Doble oraz osady Zastawa i Żukówek.

## Położenie
Wieś leży w odległości ok. 8 km na południe od Tychowa, niedaleko Parsęty. Zabudowa wsi murowana i o konstrukcji ryglowej, wypełnionej cegłą suszoną. Wieś rozciągnięta jest na odległość kilku kilometrów.

## Zabytki
Do wojewódzkiego rejestru zabytków wpisany jest:
- kościół ewangelicki, obecnie pod wezwaniem Niepokalanego Poczęcia NMP, szachulcowy z 1663 r. Kościół filialny, rzymskokatolicki, należący do parafii pw. św. Piotra i Pawła w Krosinie, dekanatu Połczyn-Zdrój, diecezji koszalińsko-kołobrzeskiej, metropolii szczecińsko-kamieńskiej. Budowla wzniesiona na planie prostokąta, z wyodrebnionym prezbiterium, zakończonym trójbocznie. Dach dwuspadowy, kryty dachówką. Wieża murowana, ceglana, od strony zachodniej nadbudowana nad nawą, kryta czterospadowym dachem, zakończona dwucebulowym hełmem, pokrytym blachą. Otwory okienne w ścianie frontowej ostrołukowe, pozostałe prostokątne[8]. Kościół z nieocenionym wystrojem wnętrza: drewnianą renesansową amboną z poł. XVIII wieku, drewnianą emporą organową z poł. XVII wieku, olejny obraz na płótnie "Chrystus Błogosławiony" z XIX wieku, dwie drewniane rzeźby renesansowe z pocz. XVII wieku, dwa renesansowe świeczniki mosiężne z 1611 r., dzwon gotycki z 1616 roku wykonany przez stargardzkiego ludwisarza Joahima Karstede[9]. Kościół wyremontowany w ostatnich latach, dzięki staraniom Społecznego Komitetu Odbudowy Zabytkowego Kościoła w Motarzynie przy Radzie Sołeckiej Motarzyn – Doble[10].

inne zabytki:

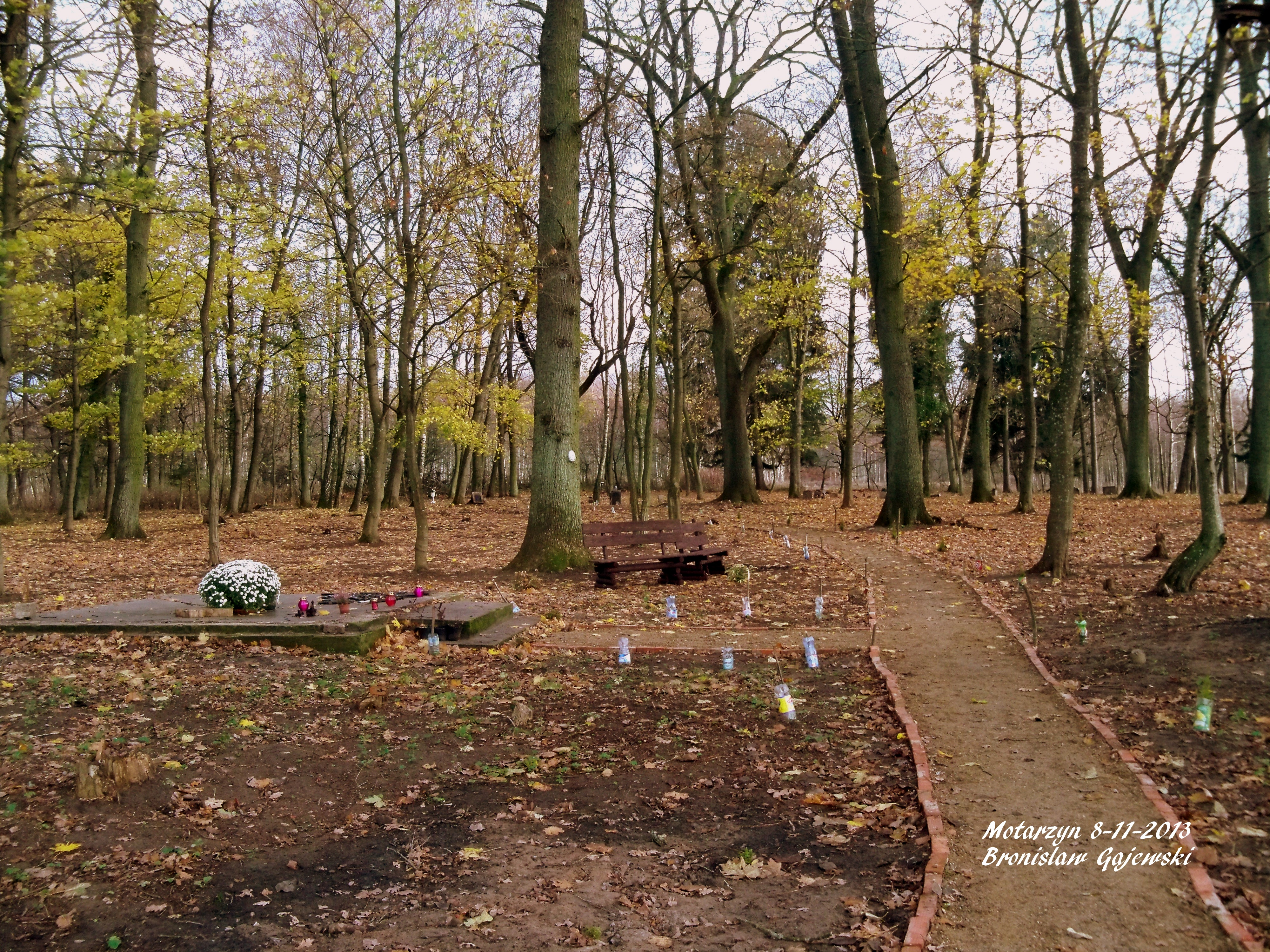
Odnowiony przez mieszkańców sołectwa w 2013 r. stary cmentarz.

- Odnowiony przez mieszkańców sołectwa w 2013 r. stary cmentarz. istnieje również nieczynny cmentarz, uporządkowany przez mieszkańców sołectwa w 2013 r.